# Виктория (футбольный клуб, Пльзень)
«Викто́рия» (чеш. FC Viktoria Plzeň) — чешский профессиональный футбольный клуб из города Пльзень. Основан в 1911 году, выступает в Первой лиге, высшем дивизионе Чехии. «Виктория» шесть раз становилась чемпионом Чехии, дважды выигрывала Кубок Чехии и Суперкубок Чехии. Домашний стадион «Виктории», «Дусан Арена», вмещает 11 700 болельщиков.
Виктория обладает футбольной академией, воспитанниками клуба являются такие известные футболисты, как Павел Недвед и Петр Чех.

## История

### Основание и первое участие в еврокубках
Клуб был основан в 1911 году под названием СК «Виктория». 27 августа 1911 года «Виктория» сыграла свой первый матч — против клуба «Олимпия Пльзень» (3:7). На протяжении долгих 18 лет команда существовала в любительских условиях, и только в июне 1929 года было принято решение о получении профессионального статуса. Клуб был зарегистрирован во вторую лигу Чехии по футболу. Уже через год «Виктория» заняла второе место, что означало прямой выход в высшую лигу страны. В 1935 году пльзеньский клуб закончил национальное первенство на 4-м месте и принял участие в Кубке Митропы, где встретился с итальянским «Ювентусом» (3:3, 1:5).

### Между первой и второй лигой
В 1938 году «Виктория» вылетела во вторую лигу и до 1972 года то опускалась в низшие дивизионы, то возвращалась в элиту. В 1955 году пльзеньский клуб построил собственную арену — «Штрунцовы Сады», вместительностью 25 000 зрителей. На ней «Виктория» играет матчи до сих пор. В 1971 году пришел первый крупный успех — красно-синие выиграли Кубок Чехии по футболу и во второй раз в своей истории вышли в еврокубки. В Кубке обладателей кубков «Виктория» встретилась с «Баварией» (0:1, 1:6).
После 1980 года у пльзеньского клуба опять начались падения во вторую лигу и возвращения в первую. К этому моменту красно-синие много раз меняли название. В 1992 году «Виктория» вернула себе своё историческое название и на следующий год вышла в элиту. К этому моменту клуб стал «поставщиком» футболистов для основных пражских клубов — «Спарты» и «Славии». Продавая своих лучших воспитанников, «Виктория» несколько раз вылетала во вторую лигу.

### Новая эпоха
К 2005 году экономическая ситуация в клубе стабилизировалась, и с этого года красно-синие являются неизменным участником первой лиги Чехии. Главным партнером клуба стала «Шкода» и началась новая эпоха для «Виктории». В 2008 году главным тренером стал Павел Врба, позже занявший место у руля чешской сборной и включенный в рейтинг 50 лучших тренеров мира. Как результат, в 2010 году команда взяла Кубок Чехии и впервые приняла участие в Лиге Европы. С этих пор пльзеньский клуб стал абсолютным лидером чешского футбола, выкупая лучших молодых чешских игроков у других клубов и составляя конкуренцию лидерам сильнейших европейских лиг.
В 2011 году «Виктория» впервые в своей истории стала чемпионом Чехии. Также в этом году она впервые вышла в групповой этап Лиги чемпионов, обыграв «Пюник» (с общим счётом 9:1), норвежский «Русенборг» (4:2) и датский «Копенгаген» (5:2). В групповом этапе «Виктория» противостояла итальянскому «Милану» (2:2, 0:2), испанской «Барселоне» (0:2, 0:4) и белорусскому БАТЭ (1:1, 1:0). Заняв третье место в группе, «Виктория» обеспечила себе путёвку в 1/16 Лиги Европы, но проиграла немецкому «Шальке 04» с общим счетом 2:4 (1:1, 1:3).
В конце сезона 2011/12, «Виктория» была близка к завоеванию второго золота. Для этого в последнем матче нужно было побеждать «Слован», но «Виктория» довольствовалась ничьей 0:0 и стала лишь бронзовым призёром чемпионата. В последующем сезоне Лиги Европы красно-синие дошли до 1/8 финала, где уступили турецкому «Фенербахче» (0:1, 1:1), на своем пути победив такие команды, как «Атлетико Мадрид» (1:0, 0:1) и «Наполи» (3:0, 2:0).
В сезоне 2012/13 «Виктория» вернула себе чемпионский титул, став чемпионом Чехии во второй раз, а также во второй раз вышла в Лигу чемпионов, где встретилась с английским «Манчестер Сити» (0:3, 2:4), немецкой «Баварией» (0:5, 0:1) и российским ЦСКА (2:3, 2:1). Благодаря правилу выездного гола «Виктория» снова заняла 3-е место в группе и вышла в 1/16 Лиги Европы. Далее в клубе произошла тренерская рокировка: Павел Врба возглавил сборную Чехии, а главным тренером «Виктории» стал Душан Угрин-младший. Продолжая участвовать в Лиге Европы, «Виктория» сенсационно выбила из турнира донецкий «Шахтёр» (1:1, 2:1) и вылетела снова на стадии 1/8 финала, где уступила «Лиону» (1:4, 2:1).
Защитить чемпионский титул в последующем сезоне не удалось, «Виктории» достались серебряные медали, а также клуб потерпел поражения от «Спарты» в Кубке и Суперкубке Чехии. В квалификации Лиги Европы красно-синие были внезапно повержены румынским клубом «Петролул» (1:4, 1:1), после чего Душан Угрин был уволен. Его место занял Мирослав Коубек, и в сезоне 2014/15 клуб стал чемпионом в третий раз, завоевав титул за два тура до финиша. В Кубке Чехии клуб из Пльзеня вылетел на стадии ¼ финала, уступив в серии пенальти «Теплице».
В начале сезона 2015/16, в рамках Суперкубка Чехии «Виктория» встретилась с либерецким «Слованом». Матч за Суперкубок закончился со счетом 2:1 в пользу красно-синих, и «Виктория» выиграла свой первый трофей в сезоне.
29 июля в матче 3-го квалификационного раунда Лиги чемпионов красно-синие победили в Израиле тель-авивский «Маккаби» (2:1), одержав 13-ю победу подряд в квалификационных матчах Лиги чемпионов. Тем самым «Виктория» побила рекорд лондонского «Арсенала» по продолжительности победной серии в квалификации Лиги чемпионов.
16 августа Мирослав Коубек был отправлен в отставку по причине невыхода в плей-офф Лиги чемпионов в противостоянии с «Маккаби» (второй матч был проигран со счетом 0:2) и неудовлетворительных результатов на старте чемпионата. Также в отставку был отправлен ассистент Йиржи Скала и тренер вратарей. Новым главным тренером стал Карел Крейчий, бывший футболист «Виктории», который перед этим был ассистентом Павла Врбы у руля сборной Чехии и Виктории (2009-13). Его ассистентом стала легенда клуба Павел Горват.

### Последние результаты и предстоящие матчи в еврокубках
Данные на 13 августа 2025 года
| Сезон   | Турнир         | Раунд                         | Соперник  | 1 матч | 2 матч |  |
| ------- | -------------- | ----------------------------- | --------- | ------ | ------ |  |
| 2025/26 | Лига чемпионов | Второй квалификационный раунд | Серветт   | 0 : 1  | 3 : 1  |  |
| 2025/26 | Лига чемпионов | Третий квалификационный раунд | Рейнджерс | 0 : 3  | 2 : 1  |  |

* Домашние игры выделены жирным шрифтом

### Изменения названия
В 2011 году «Виктория» отпраздновала столетний юбилей. За более чем сто лет клуб носил 7 различных названий. Иногда по спонсорским причинам, иногда по решению руководства. В итоге было принято решение восстановить первоначальное название, под которым клуб существует и по сей день. Ниже представлены все 7 названий и годы их изменения:
- 1911 — СК Виктория Пльзень (чеш. Sportovní klub Viktoria Plzeň)
- 1949 — Сокол Шкода Пльзень (чеш. Sokol Škoda Plzeň)
- 1952 — Сокол ЗВИЛ Пльзень (чеш. Sokol Závody Vladimíra Iljiče Lenina Plzeň)
- 1953 — ДСО Спартак ЛЗ Пльзень (чеш. Dobrovolná sportovní organizace Spartak Leninovy závody Plzeň)
- 1963 — ТЕ Спартак ЛЗ Пльзень (чеш. Tělovýchovná jednota Spartak Leninovy závody Plzeň)
- 1965 — ТЕ Шкода Пльзень (чеш. Tělovýchovná jednota Škoda Plzeň)
- 1993 — ФК Виктория Пльзень (чеш. FC Viktoria Plzeň a.s.)

### Выступление в чемпионате и Кубке Чехии
| Сезон   | Лига/дивизион      | Уров. | Место | Кубок        |
| ------- | ------------------ | ----- | ----- | ------------ |
| 1993/94 | Первая лига        | 1     | 5     | 1/4 финала   |
| 1994/95 | Первая лига        | 1     | 9     | 1/4 финала   |
| 1995/96 | Первая лига        | 1     | 9     | Третий раунд |
| 1996/97 | Первая лига        | 1     | 11    | 1/4 финала   |
| 1997/98 | Gambrinus лига     | 1     | 14    | 1/4 финала   |
| 1998/99 | Gambrinus лига     | 1     | 15    | Третий раунд |
| 1999/00 | Вторая лига        | 2     | 2     | 1/4 финала   |
| 2000/01 | Gambrinus лига     | 1     | 16    | Третий раунд |
| 2001/02 | Вторая лига        | 2     | 4     | Третий раунд |
| 2002/03 | Вторая лига        | 2     | 1     | Третий раунд |
| 2003/04 | Gambrinus лига     | 1     | 16    | 1/8 финала   |
| 2004/05 | Вторая лига        | 2     | 3     | 1/2 финала   |
| 2005/06 | Gambrinus лига     | 1     | 14    | Второй раунд |
| 2006/07 | Gambrinus лига     | 1     | 6     | 1/4 финала   |
| 2007/08 | Gambrinus лига     | 1     | 9     | 1/8 финала   |
| 2008/09 | Gambrinus лига     | 1     | 8     | 1/4 финала   |
| 2009/10 | Gambrinus лига     | 1     | 5     | Победитель   |
| 2010/11 | Gambrinus лига     | 1     | 1     | 1/4 финала   |
| 2011/12 | Gambrinus лига     | 1     | 3     | 1/4 финала   |
| 2012/13 | Gambrinus лига     | 1     | 1     | 1/4 финала   |
| 2013/14 | Gambrinus лига     | 1     | 2     | Финал        |
| 2014/15 | Synot лига         | 1     | 1     | 1/4 финала   |
| 2015/16 | Synot лига         | 1     | 1     | 1/2 финала   |
| 2016/17 | ePojisteni.cz лига | 1     | 2     | 1/8 финала   |
| 2017/18 | HET лига           | 1     | 1     | 1/8 финала   |
| 2018/19 | Fortuna лига       | 1     | 2     | 1/8 финала   |
| 2019/20 | Fortuna лига       | 1     | 2     | 1/2 финала   |
| 2020/21 | Fortuna лига       | 1     | 5     | Финал        |
| 2021/22 | Fortuna лига       | 1     | 1     | 1/8 финала   |
| 2022/23 | Fortuna лига       | 1     | 3     | Третий раунд |
| 2023/24 | Fortuna лига       | 1     | 3     | Финал        |
| 2024/25 | Chance лига        | 1     | 2     | 1/2 финала   |
| 2025/26 | Chance лига        | 1     |       |              |

## Стадион
Стадион «Виктории» называется «Дусан Арена» (англ. Doosan Arena). Официальное открытие стадиона под названием «Штрунцовы сады» состоялось в 1955 году, после того, как старый стадион «Виктория Медоу-стрит» был уничтожен вследствие пожара. «Штрунцовы сады» были подвергнуты крупной реконструкции в 2003 году, а в 2011 году стадион был полностью перестроен и стал вмещать 11 700 человек. 1 ноября 2011 года стадион официально переименован в Doosan Arena..

## Болельщики
Клуб занял первое место по посещаемости домашнего стадиона в сезоне 2014/15. В среднем, на домашние матчи ходило 10 867 человек, а за целый сезон стадион посетило 163 012 болельщиков. К сезону 2015/16 клубом были проданы все 7 750 абонементов на домашние матчи, что составило 2/3 стадиона. Ранее такого явления не наблюдалось ни в одном из чешских клубов..

### Взаимоотношения с другими клубами
«Виктория» не имеет традиционных соперничеств в масштабах Пражского или Подйештедского дерби. Пльзеньское дерби с «ЗЧЕ» не является настолько принципиальным, так как второй пльзеньский клуб уже много лет выступает в низших дивизионах страны. Основным соперником «Виктории» является «Спарта», также крайне важны матчи со «Славией». Официальных дружеских отношений между ультрасами «Виктории» и ультрасами других команд нет.

## Основной состав
| 13 | Флаг Словакии | Вр  | Мариан Тврдонь    | 1994 |  |  |  |  |
| 15 | Флаг Чехии    | Вр  | Матиаш Шилгавый   | 2007 |  |  |  |  |
| 23 | Флаг Чехии    | Вр  | Мартин Едличка    | 1998 |  |  |  |  |
| 44 | Флаг Австрии  | Вр  | Флориан Вигеле    | 2001 |  |  |  |  |
|    |               |     |                   |      |  |  |  |  |
| 2  | Флаг Чехии    | Защ | Лукаш Гейда       | 1990 |  |  |  |  |
| 3  | Флаг Сербии   | Защ | Светозар Маркович | 2000 |  |  |  |  |
| 5  | Флаг Чехии    | Защ | Карел Спачил      | 2003 |  |  |  |  |
| 14 | Флаг Ирака    | ПЗ  | Мерхас Доски      | 1999 |  |  |  |  |
| 21 | Флаг Чехии    | Защ | Вацлав Емелка     | 1995 |  |  |  |  |
| 22 | Флаг Чехии    | Защ | Ян Палуска        | 2005 |  |  |  |  |
| 24 | Флаг Чехии    | Защ | Милан Гавел       | 1994 |  |  |  |  |
| 40 | Флаг Либерии  | Защ | Сампсон Дуэ       | 2001 |  |  |  |  |
|    |               |     |                   |      |  |  |  |  |
| 6  | Флаг Чехии    | ПЗ  | Лукаш Черв        | 2001 |  |  |  |  |
| 9  | Флаг Чехии    | ПЗ  | Денис Вишинский   | 2003 |  |  |  |  |

| 10 | Флаг Чехии                | ПЗ  | Ян Копиц          | 1990 |  |  |  |  |
| 18 | Флаг Чехии                | ПЗ  | Томаш Ладра       | 1997 |  |  |  |  |
| 19 | Флаг Франции              | ПЗ  | Шейк Суаре        | 2002 |  |  |  |  |
| 20 | Флаг Чехии                | ПЗ  | Иржи Панош        | 2007 |  |  |  |  |
| 29 | Флаг Чехии                | ПЗ  | Том Слончик       | 2004 |  |  |  |  |
| 32 | Флаг Чехии                | ПЗ  | Матей Валента     | 2000 |  |  |  |  |
| 85 | Флаг Словении             | ПЗ  | Адриан Зелькович  | 2002 |  |  |  |  |
| 99 | Флаг Боснии и Герцеговины | ПЗ  | Амар Мемич        | 2001 |  |  |  |  |
|    |                           |     |                   |      |  |  |  |  |
| 7  | Флаг Чехии                | Нап | Кристоф Кабонго   | 2003 |  |  |  |  |
| 11 | Флаг Чехии                | Нап | Матей Выдра       | 1992 |  |  |  |  |
| 17 | Флаг Нигерии              | Нап | Рафиу Дуросинми   | 2003 |  |  |  |  |
| 72 | Флаг Нигерии              | Нап | Джеймс Белло      | 2005 |  |  |  |  |
| 80 | Флаг Ганы                 | Нап | Принс Квабена Аду | 2003 |  |  |  |  |

(Номер 27 навечно закреплён за трагически погибшим Франтишеком Райторалом.)

## Тренеры
| - Рудольф Крчил (1963—1965) - Властимил Хобот (1965—1968) - Карел Кольский (1968—1970) - Иржи Рубаш (1970—1975) - Томаш Поспихал (1975—1977) - Ярослав Дочкал (1977—1978) - Сватоплук Плускал (1978—1980) - Йозеф Жалоудек (1980) - Ян Фабера (1980—1981) - Франтишек Пласс (1981—1984) - Зденек Михалек (1984) - Иржи Рубаш (1984—1986) - Вацлав Рыс (1986—1987) - Зденек Михалек (1987—1989) | - Иржи Лопата (1989—1992) - Яромир Мысливечек (1992—1993) - Зденек Михалек (1993—1995) - Ярослав Гржебик (1995—1996) - Антонин Дворжак (1996—1997) - Петр Уличный (1997—1999) - Милан Шип (1999) - Любош Урбан (1999—2000) - Мирослав Коубек (2000—2001) - Петр Рада (2001—2002) - Зденек Михалек (2002—2003) - Франтишек Ципро (2003—2004) - Мартин Пулпит (2004—2005) - Зденек Михалек (2005—2006) | - Франтишек Страка (2006) - Михал Билек (2006) - Станислав Левый (2006—2008) - Ярослав Шилгавый (2008) - Павел Врба (2008—2013) - Душан Угрин (2013—2014) - Мирослав Коубек (2014—2015) - Карел Крейчий (2015—2016) - Роман Пиварник (2016—2017) - Павел Врба (2017—2019) - Адриан Гуля (2020—2021) - Михал Билек (2021—2023) - Мирослав Коубек (2023—н. в.) |

## Достижения
- Первая лига
  - Чемпион (6) :  2010/11, 2012/13, 2014/15, 2015/16, 2017/18, 2021/22
  - Вице-чемпион (5) :  2013/14, 2016/17, 2018/19, 2019/20, 2024/25
- Кубок Чехии
  - Обладатель (2) :  1971, 2009/10
  - Финалист (3) :  2013/14, 2020/21, 2023/24
- Суперкубок Чехии
  - Обладатель (2):  2011, 2015

## Форма

### Домашняя
| 2018/19 | 2019/20 | 2020/21 | 2021/22 | 2022/23 | 2023/24 | 2024/25 |

### Гостевая
| 2018/19 | 2019/20 | 2020/21 | 2021/22 | 2023/24 | 2024/25 |

### Резервная
| 2018/19 | 2020/21 | 2021/22 | 2023/24 | 2024/25 |

Источники:,